# هالی مک پیک
هالی مک پیک (انگلیسی: Holly McPeak؛ زادهٔ ۱۵ مهٔ ۱۹۶۹) یک بازیکن والیبال اهل ایالات متحده آمریکا است.